# Parc national Braulio Carrillo
Pour les articles homonymes, voir Carrillo.
Le parc national Braulio Carrillo est le nom donné à l'un des parcs nationaux du Costa Rica en hommage à l'ancien Président du Costa Rica, Braulio Carrillo Colina. Situé à 20 kilomètres de San José, on y accède par la Route 32 (es) et le Tunnel Zurqui (es), le seul du pays.
Il s'étend sur 45 899 ha.
Le parc naturel Braulio Carrillo présente la plus forte biodiversité au monde.[réf. nécessaire]
Étant sous les tropiques et recevant 4 500 mm de pluie chaque année, ces conditions ont créé une variété d'écosystèmes dominés ici par une jungle d'altitude exceptionnellement riche où l'on trouve également des centaines de cascades et un volcan éteint.

## Biodiversité
Les botanistes estiment que le parc Braulio abrite 6 000 espèces de plantes dont plus de 1 200 espèces d'orchidées. On y trouve au moins 135 espèces de mammifères parmi lesquelles, le capucin, le singe-araignée de Geoffroy et le singe hurleur. Il abrite les serpents les plus dangereux, des crocodiles et des milliers de grenouilles aux couleurs chatoyantes dont la célèbre Agalychnis callidryas ou grenouille arboricole aux yeux rouges. C'est un lieu privilégié où l'on peut observer l'agouti ponctué (Dasyprocta punctata, guatusa), le paca (tepezcuinte), le tapir, le paresseux, le coyote, l'ocelot, le puma, le jaguar, l'ours… Sur les 875 espèces d'oiseaux fréquentant le Costa Rica, 515 espèces résident dans ce parc, parmi lesquelles le toucan à carène, l'ara macao, le trogon, le paon, le héron noir, l'aigle orné et le légendaire ara de Buffon ou perroquet vert, le quetzal. C'est un lieu encore partiellement inexploré.[réf. nécessaire]
Il abrite aussi des espèces menacées d'extinction.